# سیاه‌پر کوهستانی زرین‌شانه
سیاه‌پر کوهستانی زرین‌شانه (نام علمی: Macroagelaius imthurni)، که همچنین به عنوان سیاه‌پر زرین‌شانه نیز شناخته می‌شود، یک گونه از پرندگان تیرهٔ سیاه‌پرگان (Icteridae) است.
در برزیل، گویان و ونزوئلا یافت می‌شود که زیستگاه طبیعی آن جنگل‌های کوهستانی نمناک نیمه‌گرمسیری یا گرمسیری است.